# Hydrangea petiolaris
Hydrangea petiolaris är en hortensiaväxtart som beskrevs av Philipp Franz von Siebold och Zucc. Hydrangea petiolaris ingår i släktet hortensior, och familjen hortensiaväxter. Inga underarter finns listade i Catalogue of Life.

## Bildgalleri

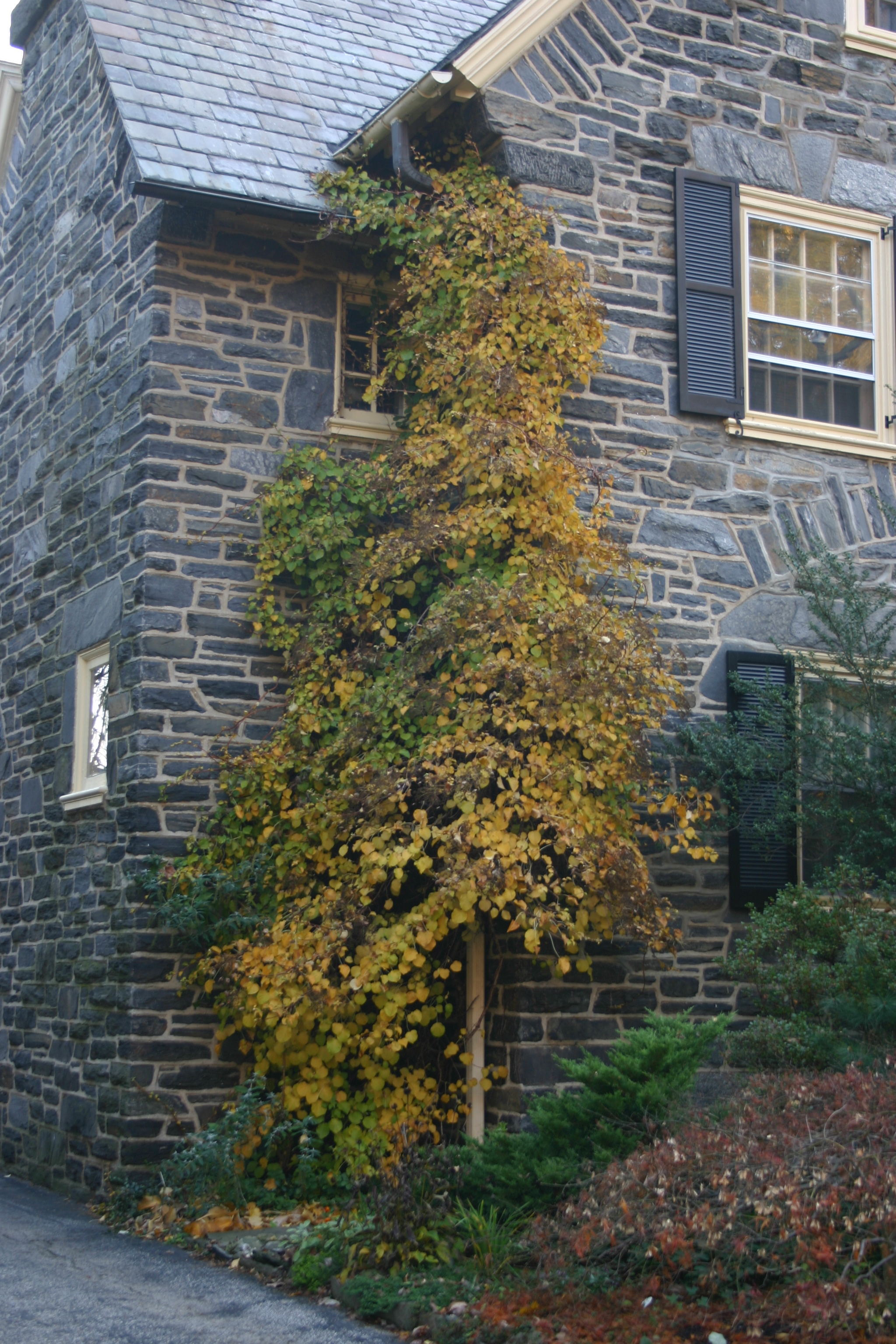
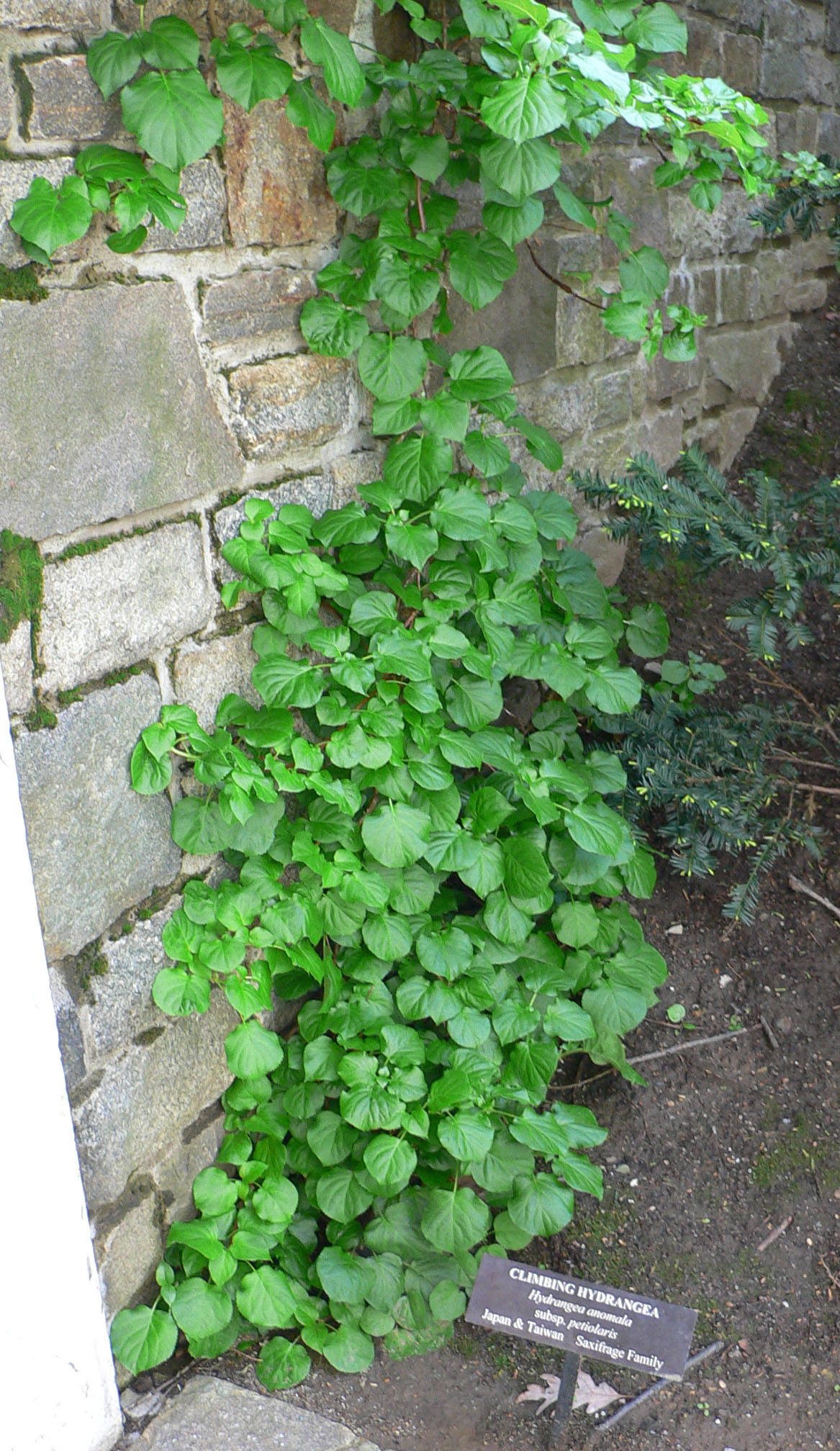
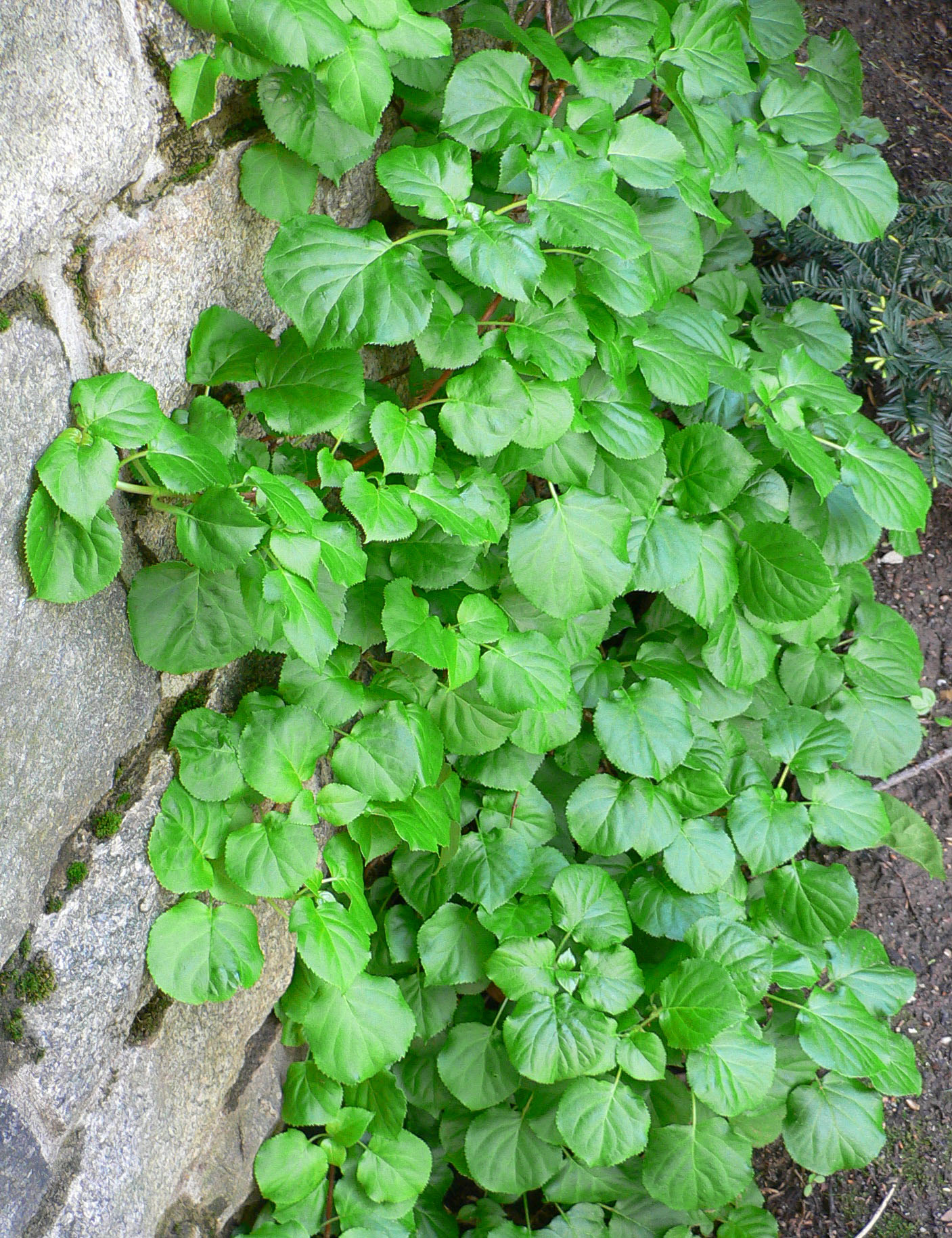
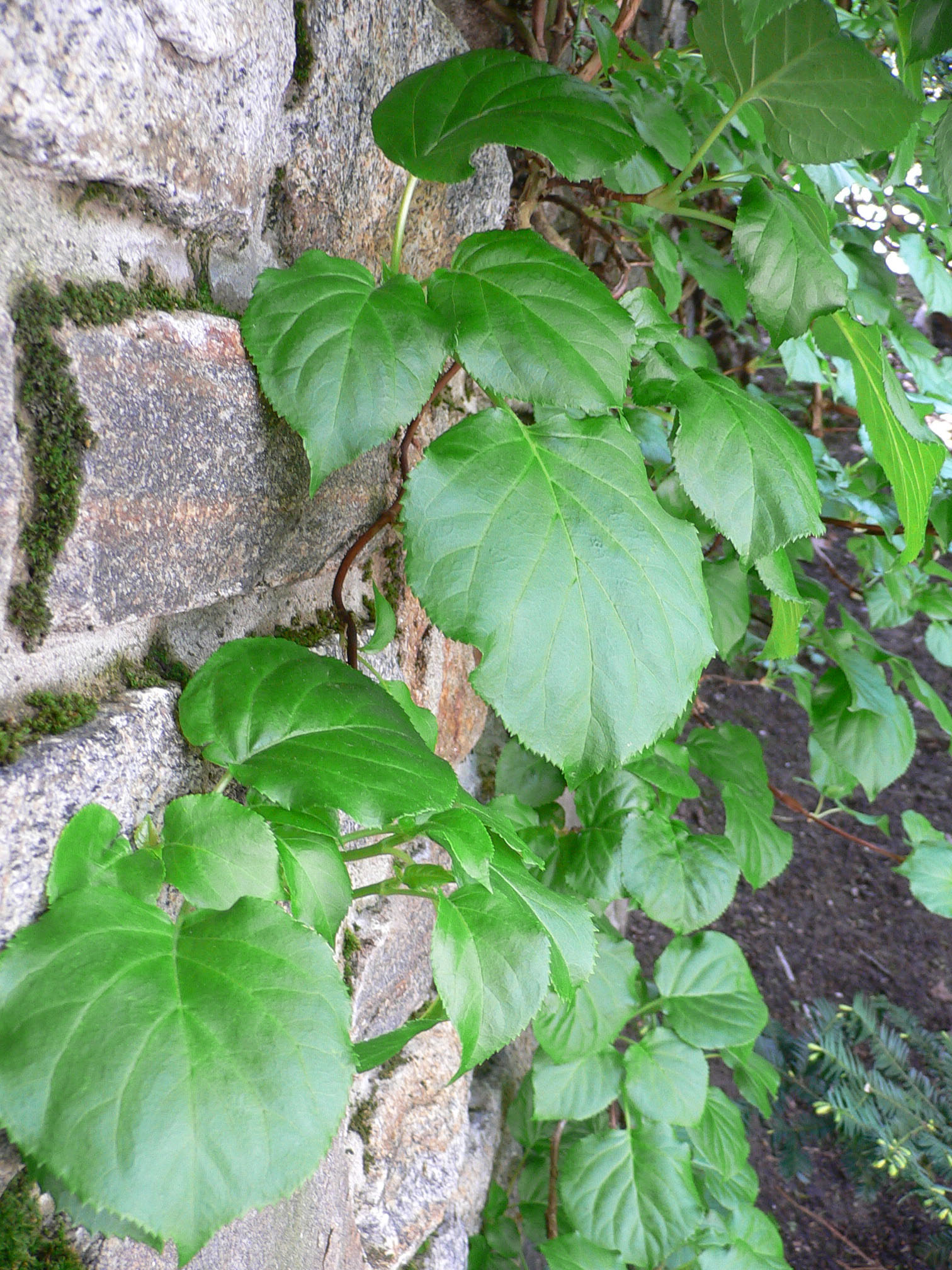
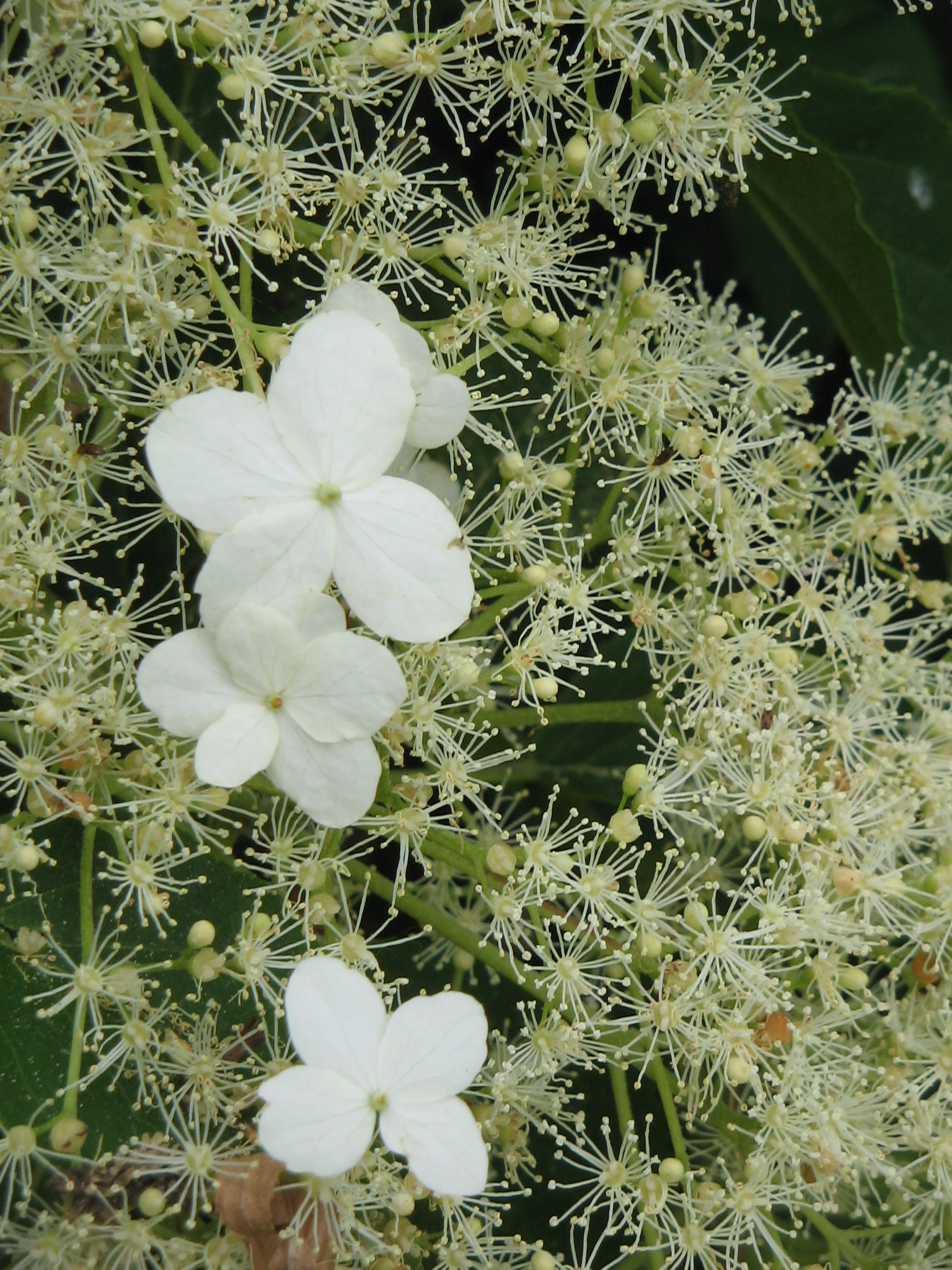
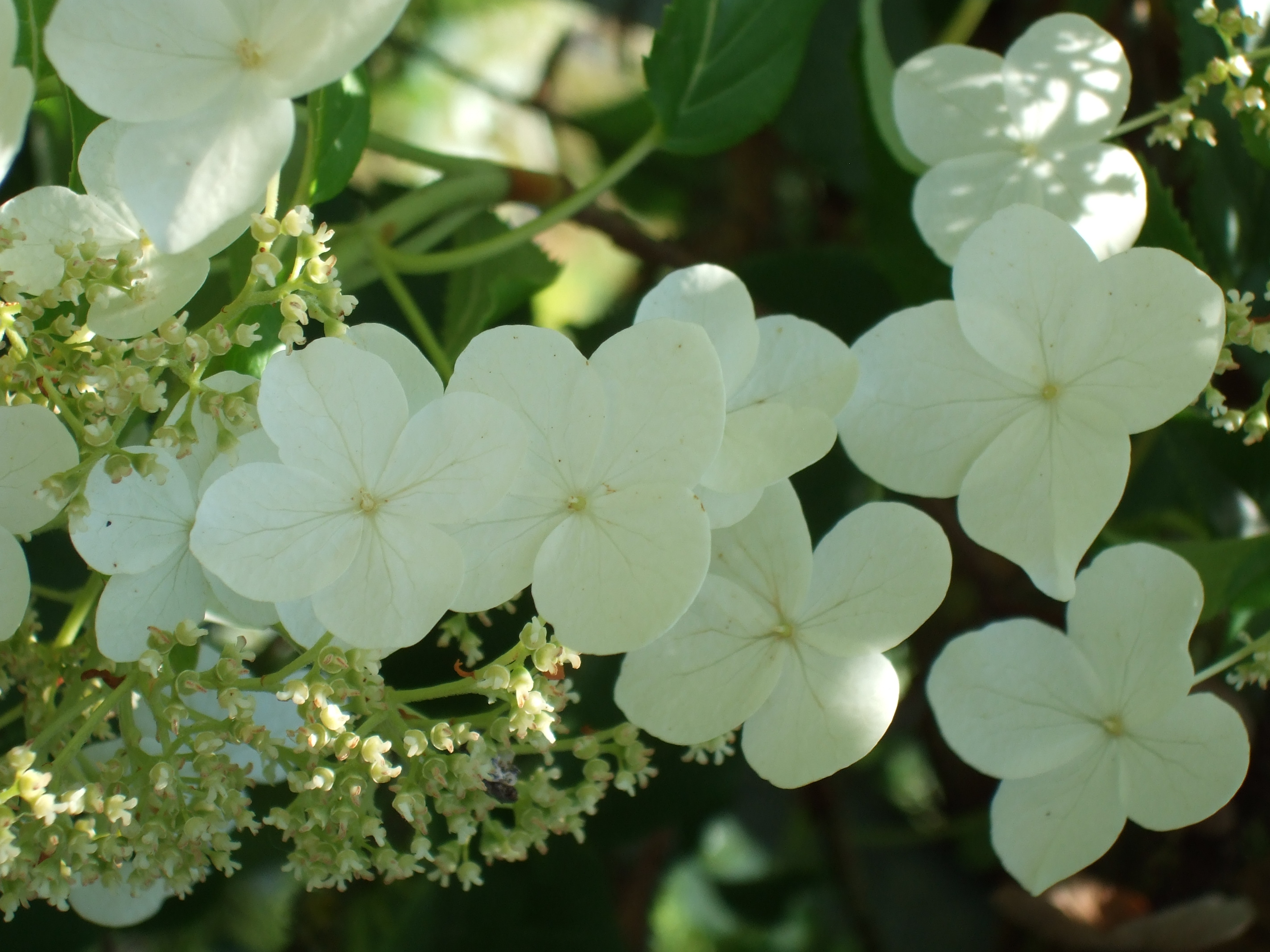